# Hey You (Madonna)
Hey You è una canzone della cantautrice statunitense Madonna.
La canzone, scritta da Madonna e prodotta da Madonna e Pharrell Williams per il Live Earth, è scaricabile solo dal web e i proventi del download sono a favore dell'iniziativa Live Earth. Il Live Earth è una manifestazione organizzata da Al Gore a favore della difesa dell'ambiente, che si è svolta il 7 luglio 2007 in otto città diverse in sette continenti.
Il brano è stato inserito nella compilation che contiene i più importanti brani eseguiti durante la manifestazione.

## Il video
Il video di Hey You è stato realizzato da Swedes Marcus Lindkvist e Johan Söderberg.
Nel video di Hey You Madonna non compare. Il video è un montaggio di immagini con tutti gli aspetti della povertà nel mondo contrapposti ai potenti che potrebbero rimediare a tutte le ingiustizie ma non lo fanno, ma anche a chi di loro invece si impegna concretamente. Durante il video scorrono immagini della natura, danze africane, fiori che sbocciano, impianti nucleari, ghiacci che si sciolgono, città devastate da uragani. Compaiono anche alcune parti del testo della canzone colorate con i colori di varie bandiere su sfondo nero.

### Crediti
- Regia: Johan Söderberg e Marcus Lindkvist
- Produttore: Sarah Grey
- Produttore esecutivo: Dilly Gent e Kit Hawkins
- Grafica: Sandberg & Timonen

## Classifiche
| Classifica (2007) | Posizione |
| ----------------- | --------- |
| Canada            | 57        |
| Croazia           | 4         |
| Italia            | 36        |
| Repubblica Ceca   | 9         |
| Svezia            | 57        |
| Svizzera          | 55        |